# Амромин, Борис Рафаилович
Бори́с Рафаи́лович Амро́мин родился (14 января 1975 года, в городе Харькове, СССР) — израильский хоккеист, вратарь клуба Израильской хоккейной лиги «Хоукс Хайфа» так же являлся играющим тренером этого клуба. 5-и кратный чемпион страны. В прошлом игрок сборной Израиля. Член Федерации хоккея Израиля.

## Карьера

### Начало карьеры
В детстве Амромин выступал в составе спортинтерната ХОСШИСП города Харьков под руководством первого тренера Юрия Церковнюка.
Вместе с командой он побеждал в чемпионате Украины в 1989 году, в первенстве «спортивного общества Динамо» в 1990 году, а в 1991 году в чемпионате СССР для юношей 1975 года рождения он завоевал серебряные медали.

### Клубная карьера
В 1991 году переехал в Израиль и начал играть за ХК «Хайфа». Это был период рождения хоккея в Израиле. Команда проводила тренировки в Хайфском торговом центре, а игры чемпионата Израиля проходили на небольшой арене в Бат-Яме. В составе команды Борис Амромин 5 раз становился чемпионом Израиля: в 1991, 1994, 2006, 2007 и 2008 годах. ХК Хайфа в 2005 году был переименован в «Хоукс». В чемпионате Израиля 1994 года Амромин стал лучшим вратарём турнира.
В сезоне 2002/03 играл за команду «Левски» из Софии, в котором стал чемпионом Болгарии. По окончании сезона он вернулся в «Хоукс».

### Международная карьера
В составе сборной Израиля Борис Амромин впервые принял участие в 1992 году, в Анкаре Турция, в квалификационном турнире чемпионата мира по хоккею 1993 года. С тех пор он стал основным вратарём сборной и принимал участие в чемпионатах мира 1993—1999, 2001—2006 и 2009—2012, 2014—2015, а также в квалификационных турнирах на ЧМ 1996 года и ОИ 1998 года.
В 2005 году сборная Израиля заняла 1 место в группе B второго дивизиона чемпионата мира по хоккею с шайбой и перешла в первый дивизион. Выступление в первом дивизионе стало лучшим достижением сборной Израиля в истории.

### Общественная работа
- Борис Амромин является главным тренером детских команд, а также взрослой команды «Хоукс» Хайфа.
- С 2016 года стал одним из рефери израильского хоккея.

### Тренер сборной
В 2022 году был тренером сборной ветеранов Израиля на хоккейном турнире ХХI Маккабиады. Сборная заняла третье место.

## Достижения
| Год              | Команда     | Достижение          | Достижение |
| ---------------- | ----------- | ------------------- | ---------- |
| 1991, 1994       | Хайфа       | Чемпион Израиля (5) |            |
| 2006, 2007, 2008 | Хоукс Хайфа | Чемпион Израиля (5) |            |

| Год  | Команда | Достижение       | Достижение |
| ---- | ------- | ---------------- | ---------- |
| 2003 | Левски  | Чемпион Болгарии |            |

| Год  | Команда | Достижение                                              | Достижение |
| ---- | ------- | ------------------------------------------------------- | ---------- |
| 2005 | Израиль | Победитель Второго дивизиона чемпионата мира (группа B) |            |
| 2011 | Израиль | Победитель Третьего дивизиона чемпионата мира           |            |

| Год  | Команда          | Достижение                                            | Достижение |
| ---- | ---------------- | ----------------------------------------------------- | ---------- |
| 1994 | Хайфа            | Лучший вратарь Израильской хоккейной лиги             |            |
| 1998 | Маккаби Амос Лод | Лучший вратарь этапа Континентального Кубка 1998/1999 |            |